# Борислав Славкић
Борислав "Бора" Славкић (Мартинци, 18. август 1926 — Лаћарак, 30. јануар 2023) био је учесник  Народноослободилачке борбе народа Југославије и вишедеценијски председник СУБНОР-а месне заједнице Лаћарак.

## Биографија
Борислав "Бора" Славкић је рођен 18. августа 1926. године у Мартинцима код Сремске Митровице. У рат је пошао као 17-годишњи младић и члан СКОЈ-а. Укључио се у партизански покрет најпре у Босутским шумама, мењао бригаду, војевао са јунацима и народним херојима попут Јованке Габошац и Триве Витасовића-Лебарника, по којима сад носе имена митровачке школе, сећа се славне прошлости чика Бора, показујући поносно бројна ордења и медаље за храброст и заслуге у ослобођењу земље од фашизма 1941-1945. Био је: бомбаш, митраљезац и диверзант и као младић прошао је све страхоте Другог светског рата. Након ослобођења 1945. године бива запослен као пословођа на изградњи Железничке станице у Сремској Митровици потпуно разорене немачким бомбардовањем. То је прва грађевина у новом ФНРЈ-у и као таква заштићени споменик културе. Руководио је обимним радовима уз ангажовање 400 немачких заробљеника из митровачке казнионе. Говорио им је: ‘’Кад направите ову станицу идете кући у Немачку!’’ Тако је и било 1947. када је нова железничка станица била завршена. На том послу је остао до краја радног века и одатле отишао у пензију. Оженио се лепом Лаћаркушом Аном и са њом имао два сина Јована и Петра. Нажалост, без супруге је остао 2002. године и од тада је живео сам у пространој кући пуној старих фотографија и успомена у Церској улици у Лаћарку. Није се никад штедео, волео је да ужива у сваком тренутку свог живота. Бора је и у својим позним годинама и даље био активан у раду СУБНОР-а и редовно присутан на већини скупова те  организације.
Преминуо је 30. јануара 2023. године у 97. години живота.